# 34338 Shreyaskar
34338 Shreyaskar este o planetă minoră (asteroid), cu un diametru de 5,467 km, din centura de asteroizi. A fost descoperită pe 31 august 2000 la Experimental Test Site⁠(d) de Lincoln Near-Earth Asteroid Research. 
Obiectul prezintă o orbită caracterizată de o semiaxă mare de 2,6140185 UAi, o excentricitate de 0,04, o înclinație de 3,12348 ° în raport cu ecliptica.